# Fraunhofer-Gesellschaft
Fraunhofer-Gesellschaft er en tysk forskningsorganisation med 58 forskningsinstitutter i Tyskland, der hver især fokuserer på forskellige forskningsfelter. Virksomhedens hovedvirksomhed kontraktforskning for private og offentlige virksomheder. Fraunhofer har ca. 15.000 ansatte, primært ingeniører og videnskabsfolk. Fraunhofer har endvidere seks forskningscentre i USA samt afdelinger i Asien. 
Fraunhofer blev grundlagt i München i 1949 og er opkaldt efter Joseph von Fraunhofer.

## Eksterne links
- Officiel hjemmeside Arkiveret 14. august 2012 hos  Wayback Machine

| Tyskland | Spire Denne artikel om et firma eller en virksomhed i Tyskland er en spire som bør udbygges. Du er velkommen til at hjælpe Wikipedia ved at udvide den. |

48°07′57″N 11°31′47″Ø / 48.132412°N 11.529767°Ø